# Théodore Philippe
Pour les articles homonymes, voir Philippe.
 (mars 2024).
La mise en forme du texte ne suit pas les recommandations de Wikipédia : il faut le « wikifier ».
Les points d'amélioration suivants sont les cas les plus fréquents. Le détail des points à revoir est peut-être précisé sur la page de discussion.
- Les titres sont pré-formatés par le logiciel. Ils ne sont ni en capitales, ni en gras.
- Le texte ne doit pas être écrit en capitales (les noms de famille non plus), ni en gras, ni en italique, ni en « petit »…
- Le gras n'est utilisé que pour surligner le titre de l'article dans l'introduction, une seule fois.
- L'italique est rarement utilisé : mots en langue étrangère, titres d'œuvres, noms de bateaux, etc.
- Les citations ne sont pas en italique mais en corps de texte normal. Elles sont entourées par des guillemets français : « et ».
- Les listes à puces sont à éviter, des paragraphes rédigés étant largement préférés. Les tableaux sont à réserver à la présentation de données structurées (résultats, etc.).
- Les appels de note de bas de page (petits chiffres en exposant, introduits par l'outil «  Source ») sont à placer entre la fin de phrase et le point final[comme ça].
- Les liens internes (vers d'autres articles de Wikipédia) sont à choisir avec parcimonie. Créez des liens vers des articles approfondissant le sujet. Les termes génériques sans rapport avec le sujet sont à éviter, ainsi que les répétitions de liens vers un même terme.
- Les liens externes sont à placer uniquement dans une section « Liens externes », à la fin de l'article. Ces liens sont à choisir avec parcimonie suivant les règles définies. Si un lien sert de source à l'article, son insertion dans le texte est à faire par les notes de bas de page.
- La présentation des références doit suivre les conventions bibliographiques. Il est recommandé d'utiliser les modèles {{Ouvrage}}, {{Chapitre}}, {{Article}}, {{Lien web}} et/ou {{Bibliographie}}. Le mode d'édition visuel peut mettre en forme automatiquement les références.
- Insérer une infobox (cadre d'informations à droite) n'est pas obligatoire pour parachever la mise en page.

Pour une aide détaillée, merci de consulter Aide:Wikification.
Si vous pensez que ces points ont été résolus, vous pouvez retirer ce bandeau et améliorer la mise en forme d'un autre article.
Théodore Philippe (1504-1568), plus connu sous le nom néerlandais de Dirk Philips (ou Philipszoon), est l'un des principaux écrivains et théologiens anabaptistes. Il est d'abord un disciple pacifique de Melchior Hoffman et rejoint plus tard la même mouvance anabaptiste que Menno Simons.
Bien que Théodore Philippe ait surpassé les autres anciens en matière de connaissances, qu'il ait été un bon écrivain et un homme éloquent et influent, il semble néanmoins inférieur à Menno Simons, avec qui il collabore de nombreuses années et sur qui il exerce une certaine influence à la fin de sa vie. Il est intéressant de constater que le nom de Menno n'apparaît pas une seule fois dans les écrits de Théodore. Lorsque, dans la première moitié du XVIIe siècle, la pratique de l'évitement des excommuniés devient plus souple chez les mennonites hollandais et nord-allemands, l'intérêt pour Théodore Philippe diminue également.

## Biographie
Théodore Philippe nait à Leeuwarden en 1504, fils cadet illégitime d'un prêtre (il n'est pas rare à l'époque qu'un prêtre ait des épouses et des familles illégitimes). Il devient frère franciscain. Il rejoint la confrérie anabaptiste en 1533 et devient ancien en 1534. En 1537, il devient l’un des dirigeants anabaptistes les plus remarquables. En 1561, il est décrit comme un vieillard, d'une taille un peu en dessous de la moyenne, avec une barbe grise et des cheveux blancs. Il meurt à Het Falder, dans le nord de l'Allemagne, en 1568.
Homme de bonne éducation, il maîtrise le latin et le grec et connait également l'hébreu. Il parle vraisemblablement frison, néerlandais, bas-allemand et français. Il est possible qu'il ait lui-même rédigé en français sa brochure sur l'interdiction et l'évitement, qu'il a en tout cas publiée en langue française. Il est possible qu'il ait étudié dans une université. H. Schijn le qualifie de savant, plus savant que Menno Simons. Cependant, il ne connait pas bien les écrits de Luther.
À la fin de l'année 1533, Théodore rejoint la confrérie anabaptiste. Il est baptisé à Leeuwarden, en Frise, par Pieter Houtzager, et est peu après, probablement au début de 1534, "selon le souhait des frères", ordonné ancien par l'imposition des mains de son propre frère Obbe Philips à "Den Dam", c'est-à-dire Appingedam, dans la province néerlandaise de Groningue. Il participe aux événements les plus importants des années suivantes et est presque toujours présent aux conférences des anciens, comme à Goch en 1547, où Adam Pastor est banni, et en 1554 à Wismar parmi les sept anciens, qui formulent un accord sur un certain nombre de points contestés. Comme Obbe et Menno, il s'oppose aux doctrines münsterites. Contre la Restitution de Rothmann (1534), il rédige sa brochure Van de geestelijcke Restitution (De la Restitution spirituelle).
Théodore œuvre d'abord aux Pays-Bas, puis en Frise orientale, au Mecklembourg, au Holstein et en Prusse. Vers 1561, il baptise plusieurs personnes à Utrecht et célèbre la communion avec une vingtaine de frères. Il est dit que la réunion dura de quatre heures du matin à sept heures du soir, probablement non pas parce qu'ils avaient besoin de beaucoup de temps, mais parce qu'ils voulaient entrer et sortir de la maison sous le couvert de l'obscurité. Théodore est décrit à cette occasion comme "un vieil homme, pas très grand, avec une barbe grise et des cheveux blancs". Après 1550, il s'installa à Dantzig, où un certain nombre de mennonites hollandais s'étaient déjà installés.
En 1567, Théodore se rend de Dantzig à Emden. C'est alors qu'une division au sein des mennonites se produit : Théodore se range du côté des Flamands, qui excommunient aussitôt les Frisons, tandis que les Frisons, que Leenaert Bouwens a rejoints, bannissent de leur côté les Flamands.
L'année suivante, Théodore meurt à Het Falder, près d'Emden, après avoir achevé son opuscule sur le mariage chrétien, le 7 mars 1568.

## Ouvrages

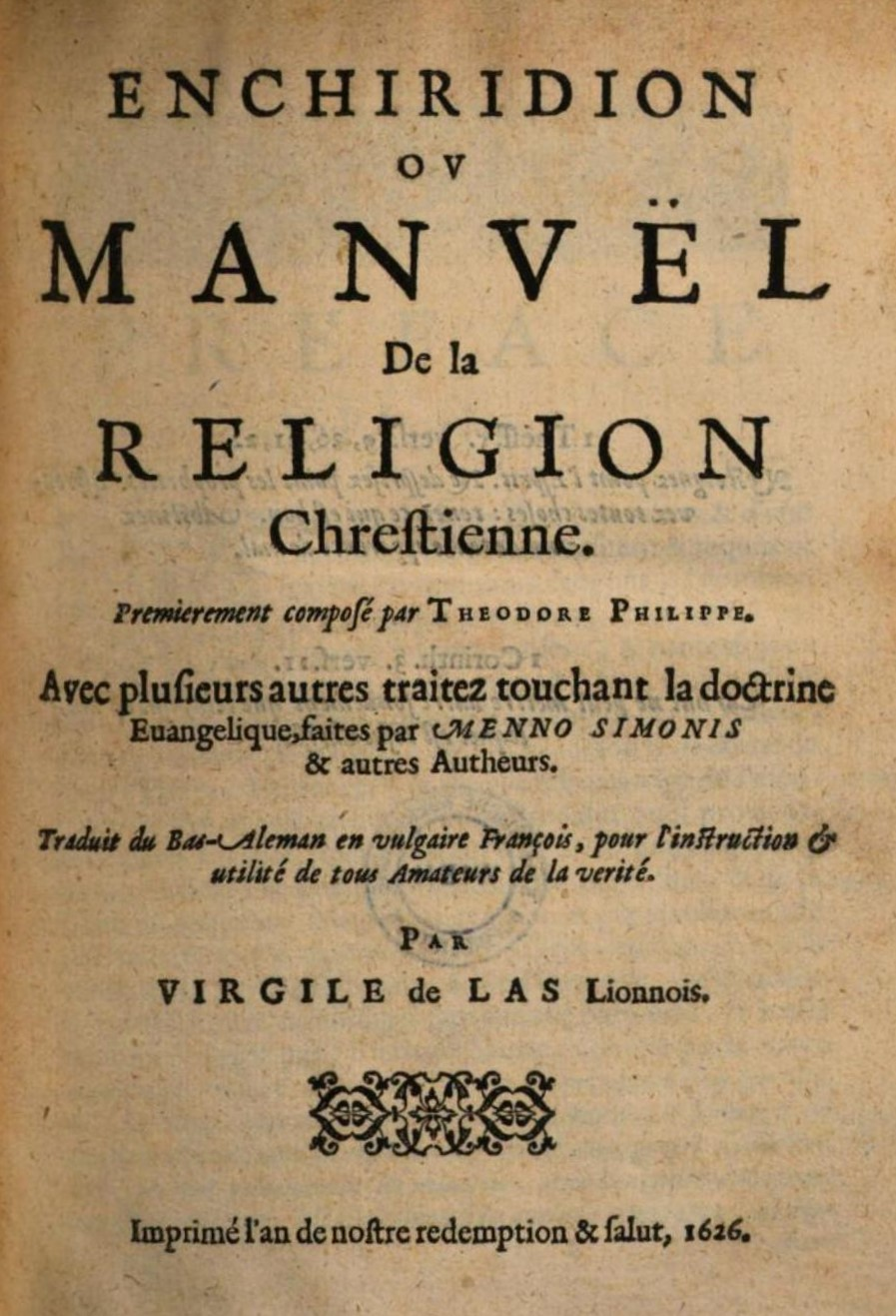
Première page de l'Enchiridion de Théodore Philippe

Théodore Philippe diffuse ses opinions dans de nombreuses brochures. À la fin de sa vie, il rassemble ses écrits publiés, dont plusieurs existent encore dans leurs différentes éditions, et les publient en un seul volume. Il s'agit de l'Enchiridion oft Hantboecxken van de Christelijcke Leere, 1564. Le "petit" manuel (il contient près de 650 pages) contient les écrits suivants : Confession de foi, Concernant l'incarnation, Concernant la vraie connaissance de Jésus-Christ, Apologie, L'appel du prédicateur, Admonition aimante (sur l'évitement des excommuniés), Concernant la vraie connaissance de Dieu, Exposition du tabernacle de Moïse, Concernant la nouvelle naissance, Concernant la restauration spirituelle, Trois admonitions approfondies, Table des matières.
En outre, il a écrit : Verantwoordinghe ende Refutation op twee Sendtbrieven Sebastiani Franck (imprimé en 1567, introuvable, et 1619) ; Cort doch grondtlick Verhael (concernant les querelles entre Flamands et Frisons, imprimé en 1567) ; Van die Echt der Christenen ; et le traité laissé à sa mort sur l'interdiction et l'évitement, qui est traduit du français et imprimé en 1602.
L'Enchiridion est édité en néerlandais en 1564. Il existe une édition française de 1626 (contenant dans le même volume certains écrits de Menno Simons et ceux de cinq autres anabaptistes), la première édition allemande date de 1715, et la première édition anglaise de 1910.
Deux hymnes de la plume de Théodore Philippe sont conservés et sont adoptés dans les anciens hymnes néerlandais des mennonites.
F. Pijper publie une édition complète de tous les écrits (dont les lettres et les hymnes) de Théodore Philippe. Une traduction anglaise des écrits de Théodore est incluse dans la série Classics of the Radical Reformation publiée par Herald Press, Scottdale, PA.

## Croyances
Théodore Philippe est sans aucun doute le principal théologien et dogmaticien parmi les mennonites hollandais et nord-allemands de cette époque. Il est plus systématique que Menno, mais aussi plus sévère et unilatéral. Comme Menno, il prêche la doctrine de la non-résistance, bien qu'il n'y ait pas grand-chose dans ses écrits à ce sujet. Il partage la conception de l'Incarnation de Menno. Contre Adam Pastor, il défend la doctrine de la Trinité. En opposition à son frère Obbe, il met toujours l'accent sur l'Église visible, qui "doit se préserver du monde sans tache ni ride". Dans l'intérêt de la protection de la fraternité, il exige une application stricte de l'excommunication et de l'évitement qui s'ensuit. Les pécheurs déclarés devaient être expulsés de l'assemblée s'ils ne faisaient pas preuve d'un repentir sincère ; ils devaient être évités dans la vie quotidienne, car l'Église de Dieu, qui se compose des élus, doit être pure et sainte. L'épouse du Christ n'ose pas abandonner son Époux et se livrer au monde et à la chair.
Dans son livre sur l'Église, il identifie sept ordonnances de l'Église de Dieu :
- Une doctrine pure
- Une pratique scripturaire des sacrements
- Le commandement de l'amour
- Le lavement des pieds des saints
- La séparation (l'évitement ou la mise au ban des excommuniés)
- Une obéissance entière aux commandement de Jésus-Christ
- La souffrance non-résistante face aux persécutions

Dans l'ensemble, il semble qu'il y ait dans la théologie de Théodore Philippe un certain moralisme et légalisme. Il écrit mieux que Menno, mais il manque parfois de sympathie, d'amabilité et de tact. Les disputes entre lui et Leenaert Bouwens constituent une preuve de son caractère fort. Il croyait au strict respect de la mise à l'écart des excommuniés, appelée l’évitement. Il croyait fermement que ceci était nécessaire pour maintenir la pureté de l'Église. Il croyait aussi à l'opposition absolue entre l'Église et le monde et que les croyants devaient donc s'attendre à être persécutés.